# Kombu Messaging Framework
Kombu é uma estrutura de mensagens AMQP para Python. O objetivo é fazer com que Kombu de mensagens em Python tão fácil quanto possível, fornecendo uma interface para o protocolo AMQP, e também fornecer soluções para problemas comuns de mensagens.